# Società Sportiva Pennarossa
Società Sportiva Pennarossa é um clube de futebol samarinês com sede na cidade de Chiesanuova. Foi fundado em 1968.
Atualmente disputa o Girone B do Campeonato Samarinês de Futebol. Seu estádio é o Campo Sportivo di Chiesanuova, com capacidade de mil lugares. Suas cores são vermelho e branco.
Em sua história, o Pennarossa disputou apenas um torneio continental: a Copa da UEFA (atual Liga Europa) de 2004-05. Caiu logo na primeira fase, após duas derrotas para o Željezničar (5 a 1 em San Marino, 4 a 0 na Bósnia).

## Uniformes.
- Uniforme Titular.: Camiseta metade Branca, metade Encarnada; Calção e Meias Encarnadas.

- Uniforme Reserva.: Camiseta metade Encarnada, metade Azul royal; Calção e Meias Azul royal.

- Uniforme Extra.: Camiseta metade Azul royal e metade Branca; Calção e Meias Brancas.

## Títulos
- Copa Titano: 2 (2004, 2005)
- Campeonato Samarinês de Futebol: 1 (2003–04)
- Troféu Federal de San Marino: 1 (2003)

## Curiosidade
O motociclista Manuel Poggiali, um dos principais nomes de San Marino no esporte, é torcedor declarado do Pennarossa. Ele chegou a jogar no time de juniores, mas a preferência pelas motos não impediu que ele acompanhasse e até disputasse alguns jogos do clube, em 2006. 